# USS 키어사지 (CV-33)

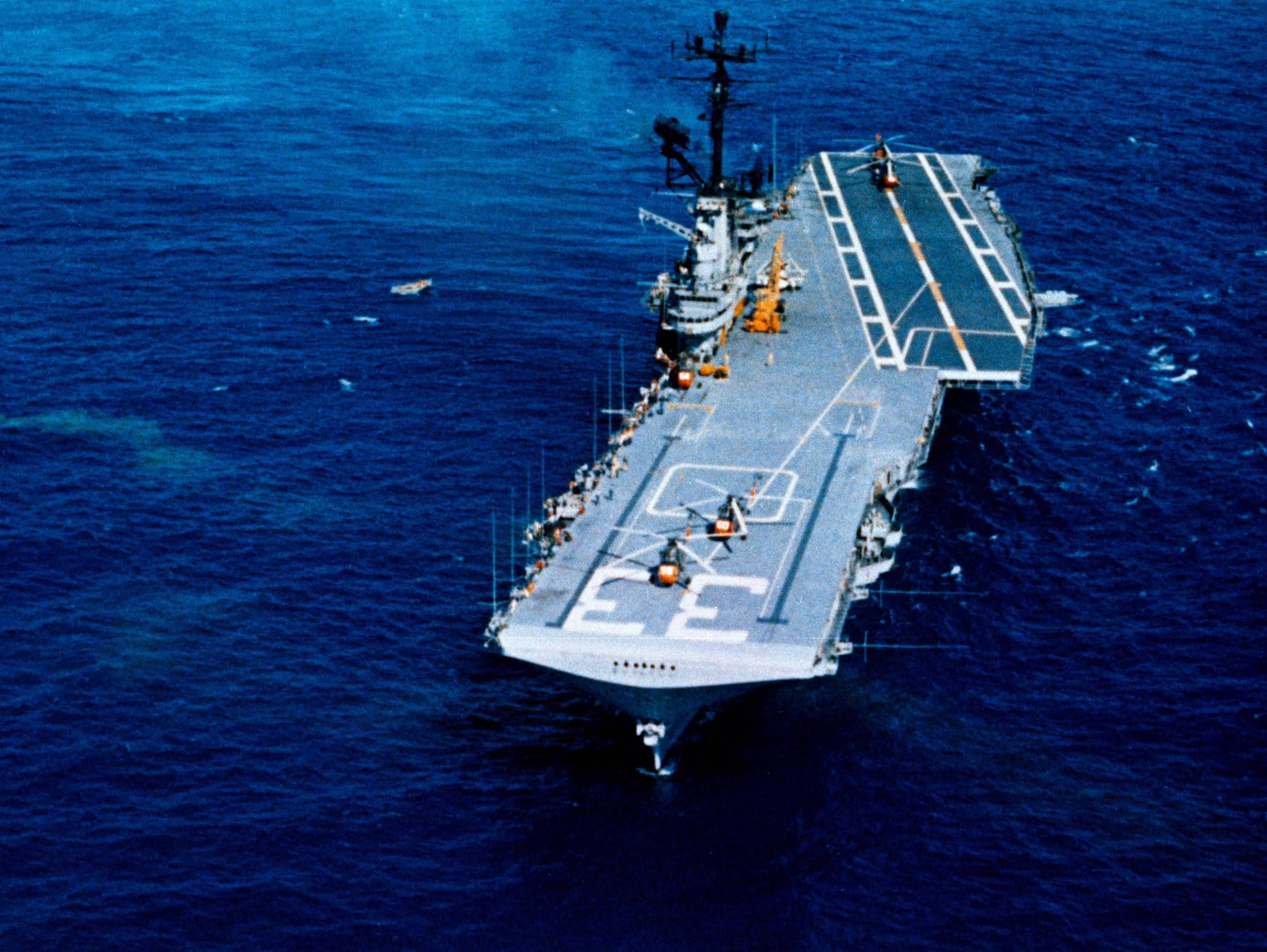
1962년 키어사지 항공모함

USS 키어사지 (CV-33)는 미국 해군의 에식스급 항공모함이다.

## 역사
키어사지는 1952년 2월 15일 재취역했다. 8월 11일 샌디에고를 떠나 하와이에서 고강도 공습 훈련을 했다. 한국전쟁 파병을 위한 전투준비가 완료되자 9월 8일 일본 요코스카에 도착했다. 6일 뒤에 태스크 포스 77에 합류했다. 5개월 동안 6,000회 출격을 하였다. 1953년 2월말 한국 임무가 종료되었으며, 3월 17일 모항인 샌디에고에 도착했다. 한국에서 임무도중 제식번호가 CV-33에서 CVA-33로 변경되었다.